# Abraham Kyburz
Abraham Kyburz (* 25. März 1700; abweichend um 1704 in Heimberg; † Dezember 1765 in Thun) war ein Schweizer evangelischer Geistlicher, der dem Pietismus nahestand.

## Leben
Abraham Kyburz war der Sohn des Kleinbauern Adam Kyburz, in dessen Haus in Bern Pietisten Andachten abhielten; seine Mutter war Sara Kyburz (* 1661 in Aarau), Tochter von Simon Ehrsam (* 4. Oktober 1618 in Aarau).
Er studierte an der Hohen Schule Bern und wurde am 25. August 1729 Vikar in Biglen. Während seines Studiums lernte er unter anderem den deutschen Pietisten und Mystiker Johann Friedrich Rock kennen, der gelegentlich seinen Vater in Bern besuchte und in seiner Zeit als Vikar lernte er den späteren Begründer des Basler Pietismus, Hieronymus Annoni, kennen.
1731 wurde ihm erstmals die Erlaubnis zu predigen entzogen, unter anderem, weil er den Nürnberger Kalender verbreitet hatte, der, nach Meinung des Kirchenrats, irrige Glaubensmeinungen enthielt; dazu hatte er eine Schrift verfasst, in der er eine Chorgerichtssitzung gegen die Pietisten so schilderte, dass die orthodoxen Behörden in einem schlechten Licht erschienen. Danach hielt er sich in Zürich auf und führte ein zehnjähriges Mädchen mit sich, von dem er behauptete, es sei inspiriert; in Zürich wurde ihm 1733 verboten zu predigen.
1735 wurde er Vikar in Kirchberg, musste den Ort jedoch wieder verlassen, weil er nach der Berleburger Bibel predigte, die er unter anderem auch an David Tschanz, dem späteren Begründer der mystisch veranlagten Separatistenbewegung Heimberger Brüder, weitergab.
Am 23. Dezember 1737 wurde er zum Pfarrer in Bümpliz gewählt. Nachdem er im April 1746 Pfarrer in Schwarzenegg wurde, erfolgte dort am 1. September 1750 seine Absetzung, weil ihm unter anderem vorgeworfen wurde, er habe mehrere Leichenpredigten versäumt, Kranke seien aufgrund seiner Abwesenheit ohne geistlichen Beistand verstorben und er halte die Kinderlehre mit einem eigenen Katechismus.
Nach seiner Absetzung liess er sich in Bern nieder und versuchte seinen Lebensunterhalt durch Herausgabe von Schriften zu bestreiten.
Am 18. Dezember 1755 wurde er zum Landhelfer in Saanen gewählt, dort griff er jedoch während einer Predigt einen anderen Pfarrer verbal an, sodass er am 27. Juni 1756 erneut abgesetzt wurde, dazu durfte er auch wegen seiner irrigen Lehrsätze in seinen Schriften, nur noch nach strengster Zensur drucken lassen.
Kurz darauf diente er in Deutschland als Feldprediger bei der Reichsarmee und wurde während des Siebenjährigen Krieges, vermutlich in der Schlacht bei Roßbach, Kriegsgefangener der Preußen.
1760 kehrte er nach Bern zurück und erhielt probeweise ein Vikariat; die Wahlfähigkeit wurde ihm erst am 27. Februar 1763 wieder zugestanden. Im darauffolgenden Jahr wurde er am 19. März 1764 zum Helfer in Thun gewählt.
Seit 1737 war er mit Johanna Katharina (* 4. Juli 1701 in Bern), Tochter des Notars David von Rütte (1663–1731) verheiratet. Gemeinsam hatten sie drei Kinder:
- Samuel Theodor Kyburz (* 24. Februar 1737 in Aarau);
- Maria Henriona Rosina Kyburz (* Mai 1740 in Bümpliz);
- Anna Margaretha Kyburz (* 28. Februar 1742 in Bümpliz).

### Schriftstellerisches Wirken
Abraham Kyburz veröffentlichte zahlreiche Schriften, zum Teil Plagiate, die unter anderem die Kirchengeschichte, so die Verfolgung der Evangelischen in Österreich und die Wiedertäufer und Separatisten in Genf, behandelten. In seiner Schrift Neuerläuterter Tugend- und Lasterkalender prangerte er in scharfem Ton das offizielle Kirchentum an und in Das entdeckte Geheimnis der Bosheit in der Brüggler-Sekte berichtete er ausführlich von dem sektiererischen Treiben der Brüder Christian und Hieronymus Kohler (1714–1753) aus Brügglen und der Hinrichtung des letzteren und bemüht sich dabei, ihre Irrlehre zu widerlegen.
Unter dem Pseudonym Tecknophilo Christiano gab er die Schrift Die kluge / Vernunft- und Schriftmaessige Kinder-Zucht heraus, in der er sich mit der religiösen Erziehung der Jüngsten in der Gemeinde auseinandersetzte und das den Beginn seiner Auseinandersetzung mit den Berner Geistlichen kennzeichnete.
Weiterhin verfasste er unter anderem die sechsbändige Historien-Kinder-Bet- und Bilder-Bibel; die Illustrationen hierzu schuf Katharina Sperling (1699–1741), Ehefrau des Kupferstechers Hieronymus Sperling (1695–1777) sowie die Theologia naturalis et experimentalis, ein Loblied in Reimen auf die Bewohner, Tiere, Pflanzen und Mineralien der Alpenwelt.

## Schriften (Auswahl)
- Neuerläuterter Tugend- und Lasterkalender. Bern 1735.
- Historien- Kinder- Bet- und Bilder-Bibel, Oder: Das Geheimnis der Gottseeligkeit und der Boßheit.
  - 1. Teil. Augsburg 1737.
  - 2. Teil. Augsburg 1739.
  - 3. Teil. Augsburg 1742.
  - 4. Teil. Augsburg 1746.
  - 5. Teil. Basel 1758.
  - 6. Teil. Bern 1763.
- Milch-Speis Vor die Unmündigen und Säuglingen, oder, Kurtze und deutliche Anweisung zum Wahren Christenthum : denen Einfaltigen zum besten auss hertzlicher Liebe herauss gegeben von einem besonderen Liebhaber der Jugend. Bern 1735.
- Das wichtigste und vor das gemeine Wesen nöthigste und nutzlichste Werck: nemlich: Die Kluge, Vernunft und Schriftmässige Kinderzucht. Bern 1735.
- In sieben und achtzig löblich- und sträfflichen Geschichten, Aus Hiob, Ruth, Daniel und denen sämtlichen Apocryphischen Büchern, Nebst angefügter Fortsetzung der Asmonäisch- und Herodischen Begebenheiten Bis auf die Geburth des ewigen Königs und Hohenpriesters Jesu, : Nach bißherig-erbaulicher Lehr-Art, und nebst Kupffer-Vorstellungen mitgetheilt. Augsburg 1742.
- Catechetische Kinder-Bibel, oder, Heilige Kirchen- und Bibel-Historien. Bern 1744.
- 82 Historien Alten Testaments. Bernstadt, 1744.
- Theologia naturalis et experimentalis: Eingerichtet auf die Verrichtungen, Geschäfte und Handlungen der Einwohneren des Hohen und Niederen Schweitzerischen Gebirgs. Bern 1754.
- Das entdeckte Geheimniss der Bosheit in der Brüggler Secte. Zürich 1754.
- Unparthysche Beschreibung Alles dessen Was sich seit Anno 1752. bis auf diesen Tag Denckwurdiges zugetragen mit denen Separatisten und Wiedertäuferen Im Canton Basel und in der Republic Genff. 1754.
- Heutige Verfolgung der Evangelischen in dem Erz-Herzogtum Oestereich ob der Ens, in Steyermark und Cärnthen in Ungarn, Litthauen und anderen Landschaften: Aus bewährten Urkunden nach der Wahrheit beschrieben. 1754.
- Geschwind entsponnener, und geschwind gedämpfter neuer Schweitzer-Krieg: allwo vorkommt. Eine Beschreibungen des Leviner-Thals. 1755.
- Fortsetzung Der heutigen Unruhen, Von Separatisten und Wiedertäuferen zu Basel und zu Genf: Worzu noch komt ein Gnaden-WUnder in Bekehrung einer Kindsmörderin, samt noch anderen Bekehrungs-Exempeln. 1755.
- Kurzgefasste Lebens-Beschreibung der Kinder Gottes und der Kinder der Welt, entworfen durch den Apostolischen Pinsel und in einer Predigt über Phil. 3, v. 17–21 vorgetragen. Zürich 1756.
- Des dritten Tisches der Fruchtbringenden Gesellschaft sechste Tracht, enthaltend eine Busspredigt von dem Erdbidem, so den 1. Novemb. und 9. Dezember hin und wieder verspürt worden. 1756.
- Der leidende und sterbende Herzog des Lebens. Basel 1759.
- Abraham Kyburzens Prediger göttlichen Worts Vier Gespräche von der Gottseligkeit zwischen einer frommen Mutter und ihrem Kind. Zürich 1760.
- Jesus, der wahre Freund in der Noth: Zum Trost im Leben, Leiden und Tod: In dreyen Predigen vorgetragen über Luc. XI. V. 5-10: Zweyte, dritte, vierte Predigt. Bern  1764.
- Der Kluge Haus-Vatter.